# Wesly Dijs
Wesly Dijs (ur. 26 września 1995 w Soest) – holenderski łyżwiarz szybki, srebrny medalista mistrzostw świata.

## Kariera
Podczas mistrzostw świata juniorów w Warszawie w 2015 zdobył złoty medal w biegu drużynowym.
Na mistrzostwach świata na dystansach w Heerenveen w 2023 zdobył srebrny medal w sprincie drużynowym. Zajął tam także czwarte miejsce w biegu na 1500 m.
Zdobył również brąz w sprincie drużynowym na mistrzostwach Europy na dystansach w Heerenveen w 2023 zdobył srebrny medal w sprincie drużynowym. 
W sezonie 2023/2024 zajął trzecie miejsce w klasyfikacji generalnej 1500 m.